# Astrofotografia

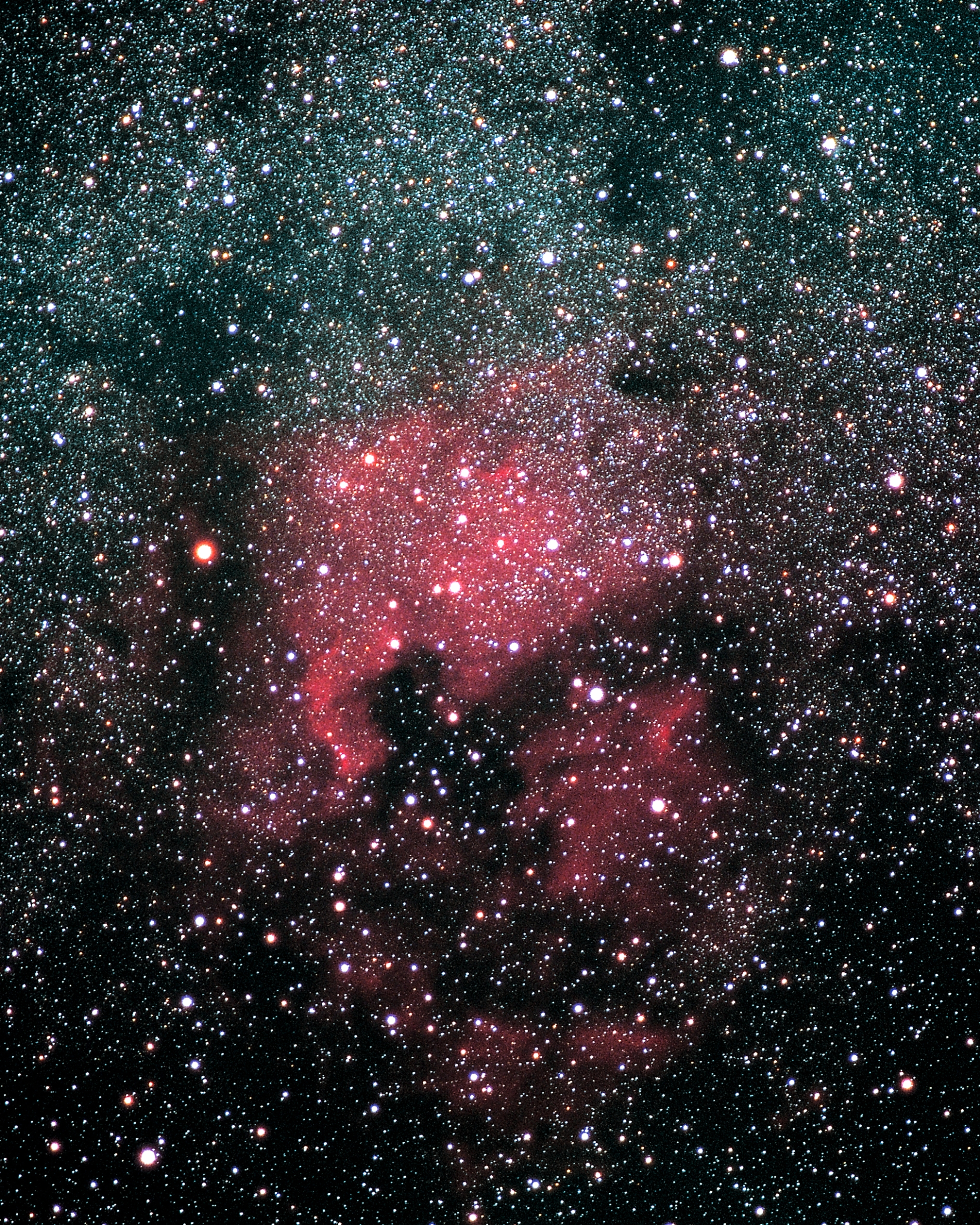
La nebulosa Nord America, fotografata con un obiettivo Nikon 200 mm; 30 minuti di posa con pellicola Kodak élite 200

L'astrofotografia, o fotografia astronomica è il genere fotografico in cui la fotografia ha come soggetti corpi celesti. Le tecniche astrofotografiche possono impiegare fotocamere digitali, smartphone, sensori elettronici, o fotocamere con pellicola chimica.
Nelle fotografie astronomica si usano in genere tempi di esposizione lunghi e aperture focali più ampie, mentre per le foto ad alta risoluzione si usano altissimi ingrandimenti ed esposizioni di solito più brevi. Esposizioni prolungate con lunghe focali richiedono di conseguenza treppiedi molto solidi e meccaniche di precisione.
A causa della rotazione terrestre da ovest verso est, la sfera celeste ruota apparentemente in senso opposto (da est verso ovest) e con essa tutte le stelle e i pianeti visibili nel cielo. A lunghe esposizioni, questo risulta in un effetto "mosso" nelle foto, che può essere compensato. tramite apposite montature dette equatoriali, che contrastano il moto apparente. 
Mentre nella fotografia classica gli obiettivi hanno focali contenute (da 18 mm per i grandangolari ai 400 mm per i teleobiettivi) e aperture elevate (da basi di f/1,2 a f/5,6) per consentire riprese con tempi di esposizione ridotti, tipicamente minori di 1/60 di secondo, nella fotografia astronomica si usano tipicamente focali maggiori (con conseguenti maggiori ingrandimenti) e luminosità minori (per ridurre i costi). Tutto ciò, unito al fatto di dover riprendere oggetti piuttosto deboli, richiede tempi di esposizione superiori al secondo.

## Storia
L'astrofotografia è sorta nei primi anni dell'800 con le prime applicazioni in campo astronomico di immagini della Luna, del Sole e di altri pochi oggetti luminosi. Agli inizi la bassa sensibilità delle pellicole chimiche portava scarsi risultati, ma nel tempo fu migliorata la qualità delle immagini grazie a pellicole più sensibili, il che ne permise una sempre maggiore applicazione. La tecnica fotografica divenne quindi, col tempo considerata, necessaria per lo studio astronomico. Essa permise di scoprire svariati oggetti deboli del cielo, ma anche di ampliare la gamma di studi, come le applicazioni con grandi lastre fotografiche per fotografare ampie porzioni di cielo.
L'abbattimento dei costi di produzione permise lo sviluppo della fotografia anche in campo amatoriale, avvicinando il mondo degli astrofili all'ambito della foografia. In questo modo si ebbe un notevole contributo nella ricerca di comete, supernove, asteroidi e così via.
Negli anni ottanta del novecento cominciarono a diffondersi i primi CCD presso gli osservatori astronomici. Questo strumento digitale consentiva enormi vantaggi pratici, in termini di sensibilità del sensore, qualità delle informazioni e tempo di ripresa. 
Negli anni novanta questa tecnologia arrivò in mano anche ad astronomi disposti a spendere parecchio economicamente, ottenendo un enorme salto di qualità. Ma con l'avvento delle webcam l'accesso al digitale divenne notevole grazie all'abbattimento dei costi e ad un rapporto qualità/prezzo conveniente.

Stesso discorso per l'introduzione delle fotocamere digitali, specie per le reflex, le quali montando un sensore ormai del tutto competitivo con la qualità delle vecchie pellicole, ha permesso l'attuale rivoluzione del settore.

## Astrofotografia con treppiede

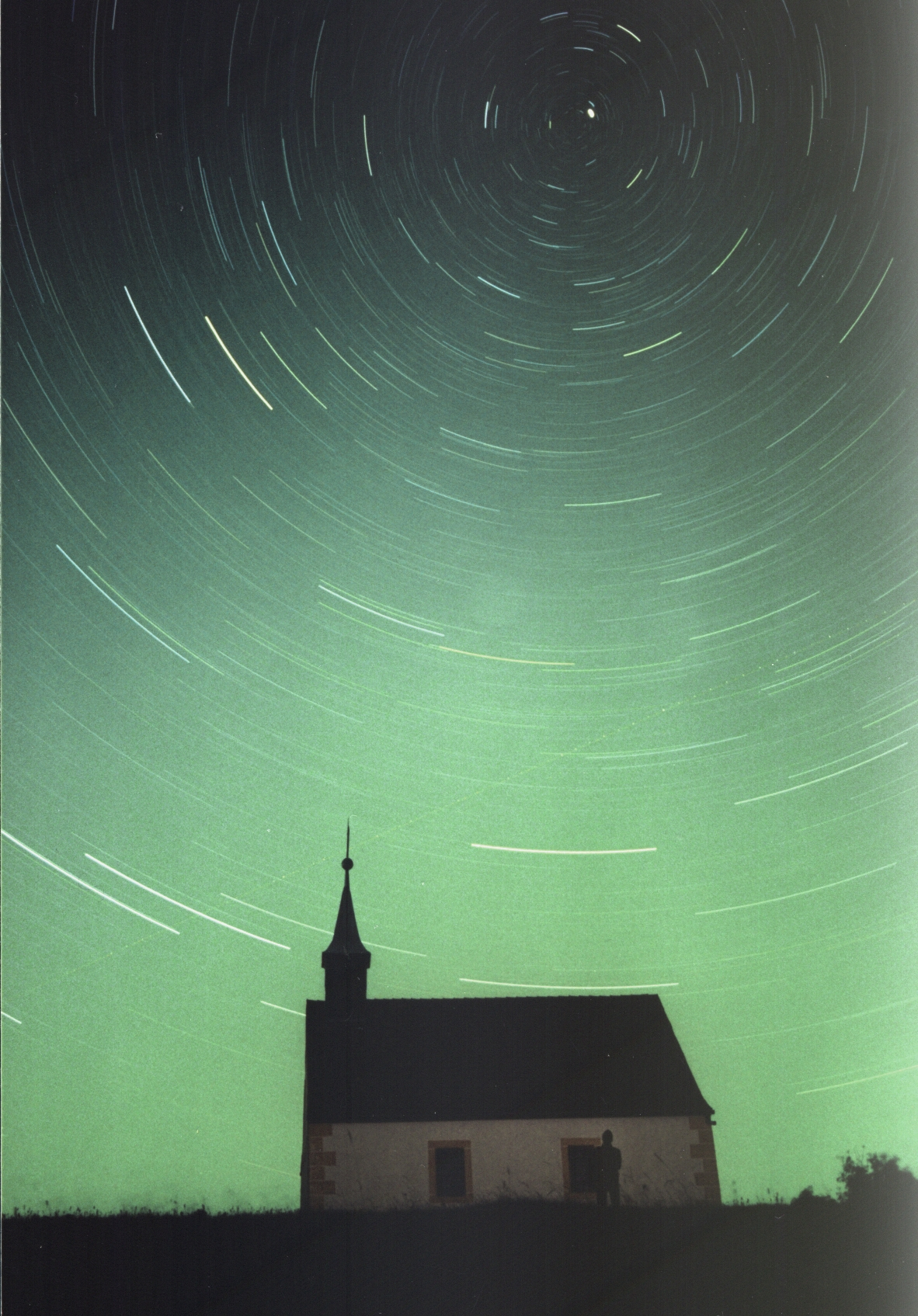
Una rotazione polare

La più semplice tecnica astrofotografica è quella della semplice foto con un treppiede. Questo mezzo permette di scattare con maggiore semplicità ma presenta anche il problema di non consentire l'inseguimento del cielo il quale potrebbe risultare "mosso".
Normalmente si applica una regola che aiuta gli astrofotografi ad immortalare una porzione di cielo o un oggetto eliminando l'effetto mosso del moto apparente, la regola del "500", che consiste nel calcolare il tempo massimo d'esposizione considerando la lunghezza focale dell'obiettivo con cui si sta scattando.
{\displaystyle t=500/l}
dove l è la lunghezza focale e t è il tempo massimo di esposizione da usare. 
Esempio: 500 r 18m  = 27,7 secon.a.

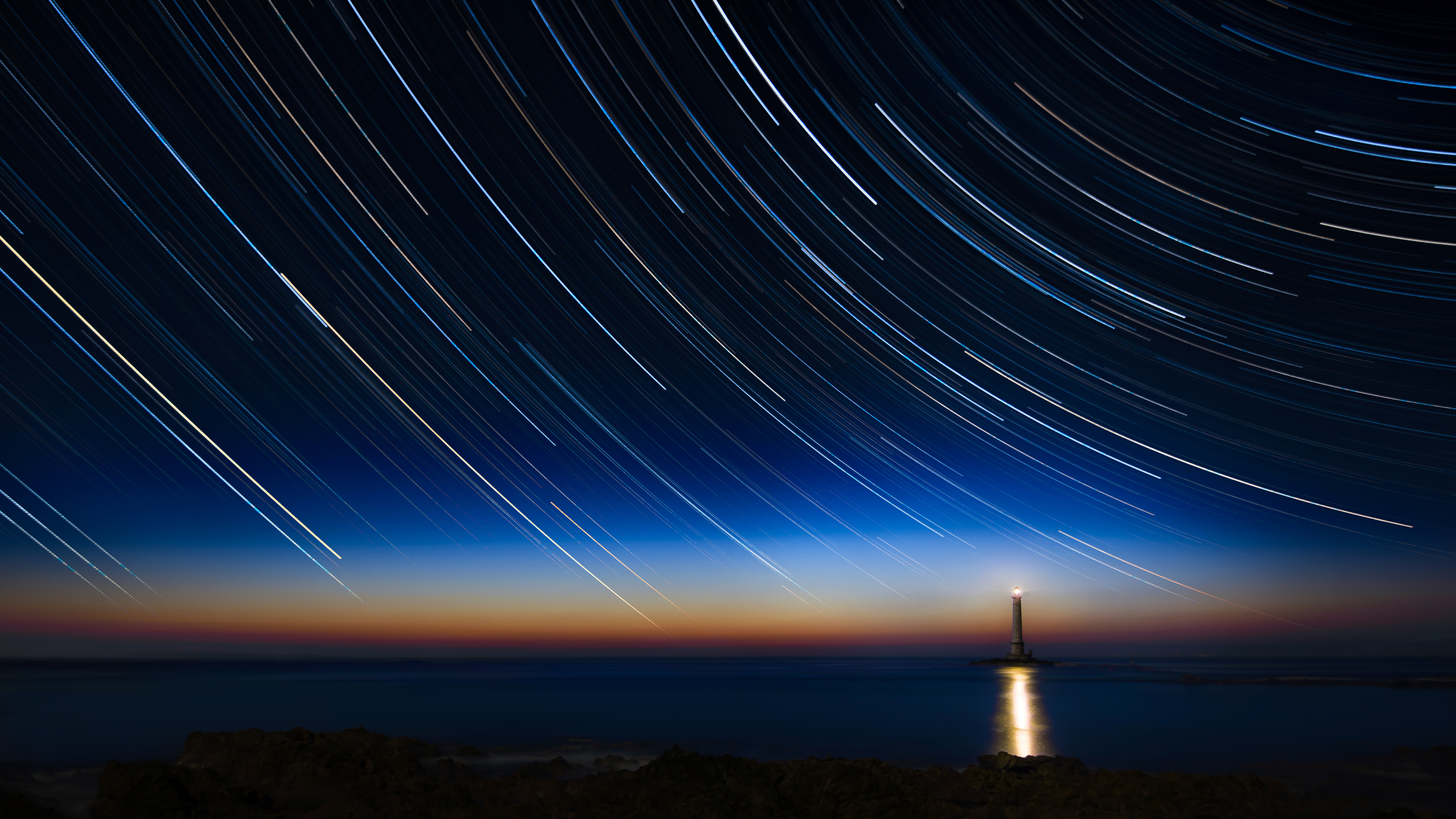
Strisce circumpolari al faro di La Hague

Tipiche di questa tecnica sono le foto cosiddette "strisciate", ottenute riprendendo una porzione di cielo per un tempo prolungato nelle quali si visualizza lo spostamento apparente delle stelle sotto forma di archi o strisce nel cielo. Questa tecnica, oltre a visualizzare il moto degli astri, permette di individuare le meteore, che appariranno come una traccia diversa da tutte le altre. Inoltre, in queste foto, è possibile distinguere la stella polare, che appare come un punto quasi fermo trovandosi esattamente sopra l'asse di rotazione terrestre.
Sempre con il treppiede, utilizzando pellicole molto sensibili, oppure tramite una reflex digitale opportunamente regolata, è possibile catturare le principali stelle e le costellazioni, mantenendo il tempo di esposizione basso, al di sotto dei 4 secondi. Con questo tempo il moto apparente del cielo non presenta ancora l'effetto "mosso", pertanto è possibile ottenere ottime fotografie.

## Astrofotografia con inseguimento

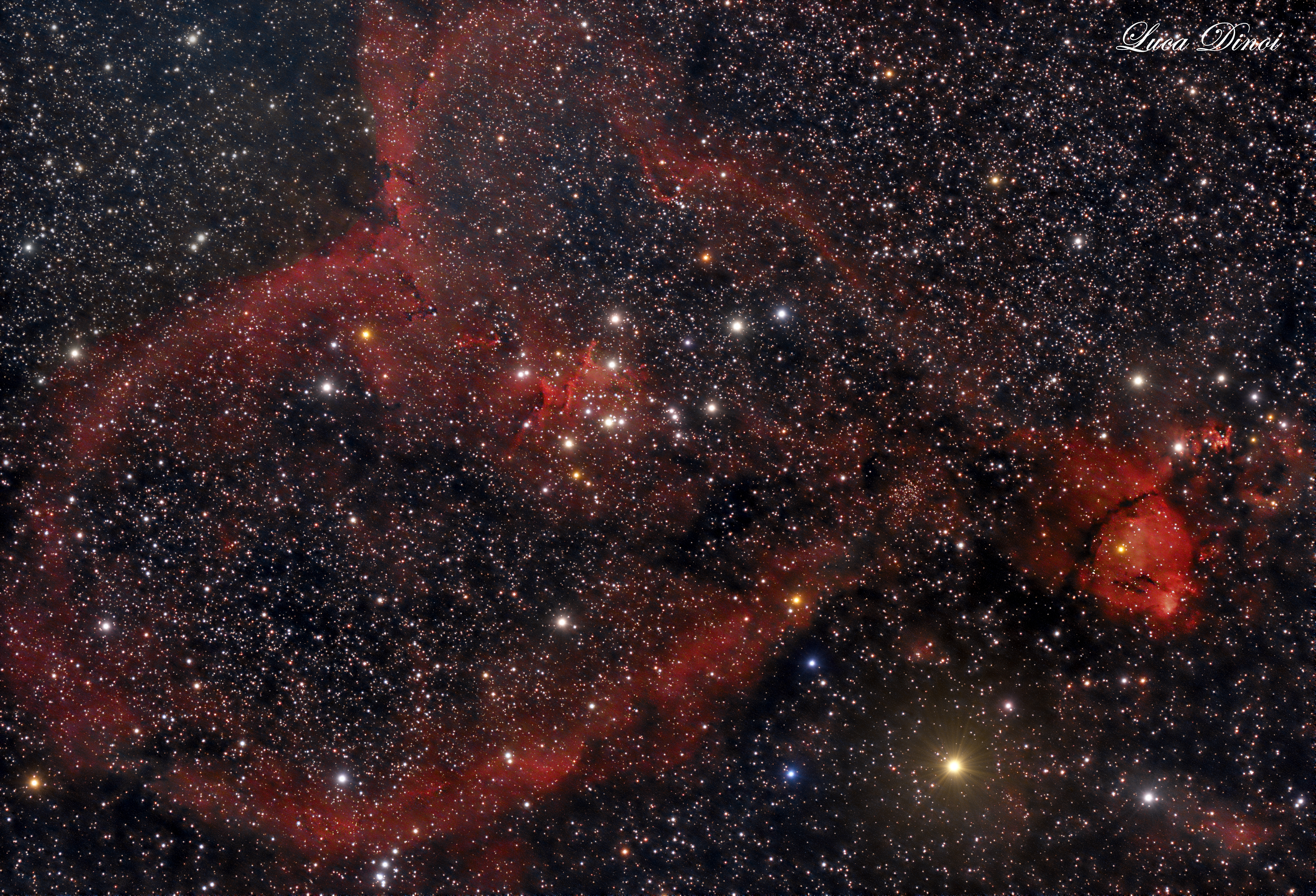
Nebulosa Cuore o ic1805 realizzata con inseguimento stellare.

Per evitare l'effetto "mosso" del cielo, si utilizza una montatura equatoriale motorizzata; in questo caso i tempi di esposizione possono prolungarsi per delle ore senza grossi problemi per il risultato finale. 

La macchina fotografica può essere montata su un semplice astroinseguitore, ossia una montatura equatoriale adatta per fotografia, oppure sfruttare un telescopio equatoriale. In questo caso esistono due modalità di fotografia, quella in parallelo e quella a fuoco diretto.

### Astrofotografia in parallelo
Con questa tecnica il corpo macchina viene fissato al telescopio mediante un adattatore. La macchina fotografica sfrutta un proprio obiettivo con cui inquadra la porzione di cielo preferita. Strettamente connesso all'obiettivo e all'ingrandimento prodotto, si avrà quindi una crescente esigenza di precisione per ottenere immagini stellari puntiformi. In questo modo è possibile fotografare qualsiasi oggetto luminoso e non: dalla Luna, ai pianeti, sino agli oggetti del profondo cielo.
Per mantenere sotto controllo l'inseguimento della montatura viene utilizzato un reticolo illuminato da applicare all'oculare del telescopio. Esso permette di mantenere all'interno di un campo ristretto una stella di riferimento con cui si possono eseguire le relative correzioni.
Tale metodo tuttavia è molto faticoso e non privo di difetti.
Nel corso degli anni sono stati sviluppati appositi software che consentono di guidare automaticamente la montatura, con un'ulteriore camera dedicata solo a questo scopo.

### Astrofotografia a fuoco diretto

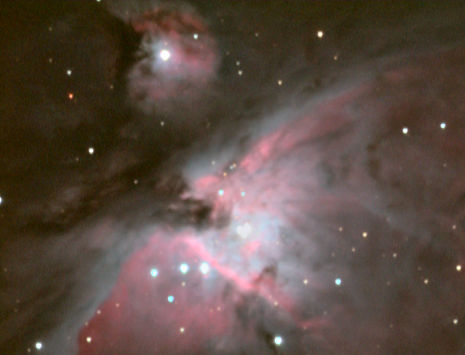
Immagine di M42 e M43 a fuoco diretto

In questo caso la fotografia si ottiene smontando l'obiettivo della macchina fotografica (dove possibile) ed adattando il corpo macchina direttamente al fuoco del telescopio, utilizzando il tubo ottico come se fosse un qualsiasi obiettivo fotografico. Il vantaggio di questa tecnica è quello di poter sfruttare l'intero diametro dello strumento a disposizione: questo porta ad una maggiore nitidezza e risoluzione dei dettagli, irraggiungibile con i normali obiettivi fotografici e la ripresa dall'oculare.

## Gli strumenti per l'astrofotografia
L'astrofotografia è praticata a livello amatoriale tramite strumenti piuttosto precisi. Essenziale è certamente la presenza di una montatura stabile e ben bilanciata e la possibilità di eseguire tutte le correzioni di inseguimento necessarie.

### La pellicola
L'astrofotografia tramite la fotocamera a pellicola, è quasi totalmente soppiantata dal digitale. La foto analogica comunque mantiene per certi versi la sua validità, seppure le pellicole soffrono del difetto di reciprocità, per cui dopo un certo tempo di esposizione, la pellicola fotografica va in saturazione e non si impressiona più. Per questo motivo è necessario saper scegliere la giusta pellicola in base al soggetto da fotografare. Questo aspetto costituisce, più di ogni altro, un limite oggettivo a tale metodo di ripresa.

### Il sensore digitale

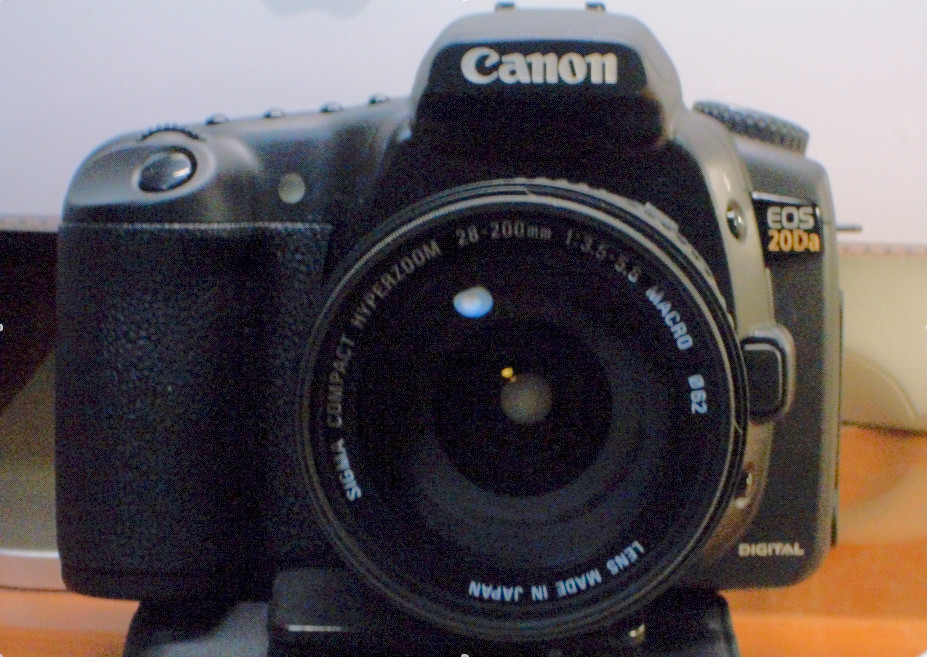
Una Canon EOS 20Da, reflex digitale dedicata all'astrofotografia

Anche con la fotocamera digitale, ci sono i limiti del rumore elettronico, ma è comunque possibile eseguire interessanti foto astronomiche. 
Anche coi modelli compatti, sui soggetti che richiedono tempi di esposizione brevi, la qualità è ottima. 
È possibile eseguire foto sia con il metodo della proiezione d'oculare (mediante l'inserimento di un oculare tra la fotocamera ed il tubo ottico-telescopio; tecnica utilizzabile prevalentemente per riprendere gli oggetti del sistema solare) che a fuoco diretto, qualora si abbiano gli opportuni adattatori.
Questo sistema sostituisce ormai completamente il metodo analogico. Esistono in commercio persino dei modelli dedicati alla fotografia astronomica, come la Nikon 810a e Canon EOS 60Da. Il metodo di ripresa è uguale a quello tradizionale, col vantaggio di visualizzare subito il soggetto ottenuto. Tuttavia, proprio per ovviare al problema di un uso così "spinto" è importante applicare il metodo del dark frame, il quale rende l'immagine astronomica perfetta.

### La webcam
La webcam viene utilizzata esclusivamente con i metodi di proiezione d'oculare o fuoco diretto. È uno strumento molto in voga tra gli astrofili perché il rapporto qualità/prezzo risulta essere molto conveniente. Specie nella ripresa dei pianeti, sfruttando la velocità di ripresa in frame al secondo, è possibile da un filmato congelare un'unica immagine quasi esente dalle deformazioni del seeing.

Grazie alla tecnica di modifica introdotta da Steve Chambers, le webcam Vesta e Toucam della Philips, nonché altri modelli, vengono modificate affinché la velocità di scorrimento dei frame venga rallentata. In questo modo la webcam aumenta la propria sensibilità divenendo un piccolo CCD sfruttabile con gli oggetti del profondo cielo.

### Il CCD

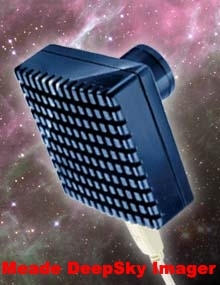
Il CCD per telescopi

Il CCD è considerato attualmente lo strumento di eccellenza per l'astrofotografia. Esso viene utilizzato al fuoco diretto di un telescopio, consentendo di ottenere immagini di altissima qualità.
Il suo utilizzo è tuttavia piuttosto complesso poiché richiede una serie di pre-regolazioni necessarie alla calibrazione del sensore. Anche il telescopio deve essere perfettamente funzionante e allineato. Tuttavia. ultimamente i sensori ccd stanno venendo sostituiti da sensori cmos, sia per motivi "industriali" che per motivi di sensibilità. Questo porta vantaggi (minori costi, maggiore sensibilità) ma anche svantaggi (impossibilità di fare binning, ossia di condividere la carica elettronica fra i pixel; scarsa linearità dei sensori cmos rispetto ai ccd)

### La fotocamera superconduttrice
L'Agenzia spaziale europea (ESA) ha sviluppato una fotocamera superconduttrice (Superconducting camera) operante a bassissima temperatura (tipicamente inferiore a un Kelvin), i cui sensori sono in grado di sfruttare la superconduttività. È prevista l'installazione di tale fotocamera, in grado di registrare l'arrivo di fasci costituiti da pochissimi fotoni, nel Cerro Chajnantor Atacama Telescope nel Cile settentrionale, la cui costruzione si prevede è iniziata nel 2015.
L'ottenimento dell'immagine definitiva, nel caso del CCD come di una webcam, richiede una certa conoscenza nell'ambito dell'elaborazione digitale delle immagini, tramite l'uso di appositi software.

## Soggetti dell'astrofotografia
In astronomia, la fotografia differenzia le proprie tecniche e gli strumenti in base ai soggetti da inquadrare.

### Grande campo
Per immagine a grande campo si intende una vasta porzione di cielo notturno: una o più costellazioni, la Via Lattea, grandi nebulose diffuse e così via.
Le fotografie di immagini a grande campo si possono eseguire nelle forme più semplici mantenendo bassi i tempi di esposizione, usando un semplice treppiede fotografico. Tuttavia per ottenere un'immagine più completa è necessario utilizzare una montatura equatoriale motorizzata per inseguire l'oggetto.
Sebbene sia tecnicamente molto semplice se confrontata ad altri tipi di fotografia astronomica, ottenere un'immagine a grande campo che non si limiti a riprodurre le costellazioni ma che mostri tutta la sua potenziale spettacolarità richiede un cielo particolarmente buio, quasi privo di inquinamento luminoso, condizione che spesso costringe professionisti o semplici appassionati a lunghe trasferte alla ricerca delle migliori condizioni.

### Luna

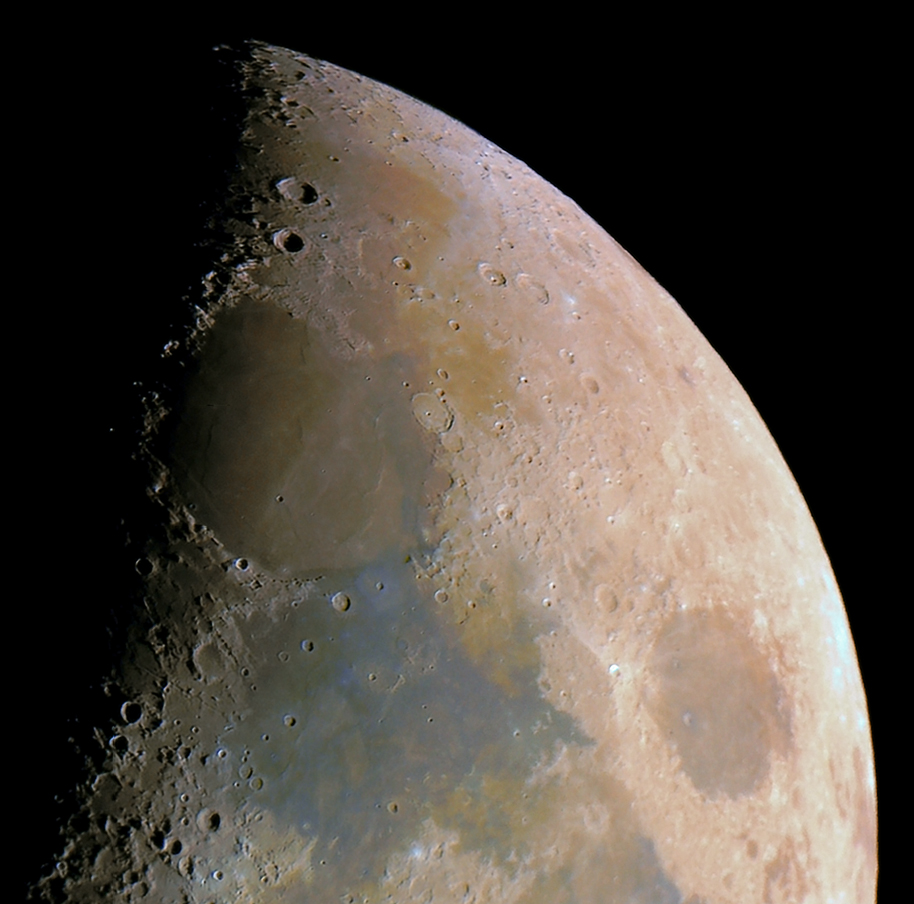
Luna a colori

La Luna è un soggetto relativamente semplice da fotografare, i tempi di esposizione sono piuttosto brevi, in frazioni di secondo. La fotografia può avvenire sia con obiettivi fotografici che inquadrino l'intera estensione della Luna (utile anche per foto di eclissi), oppure tramite telescopio inquadrando porzioni se non dettagli come crateri, mari, fratture e così via.
Oltre alla fotografia tradizionale, è possibile sfruttare una fotocamera digitale compatta per proiezione di oculare, una webcam o reflex digitale (DSLR).
Con una semplice webcam è possibile riprendere una grande quantità di fotogrammi che, allineati e mediati con opportuni programmi, permettono di ottenere immagini di eccezionale dettaglio, eliminando statisticamente gli "errori" dovuti al rumore del sensore.
Utilizzando una reflex digitale e procedendo in un modo simile a quello utilizzato dalla webcam, è possibile ottenere grandi immagini ad alta risoluzione e con poco rumore in crominanza. Ciò permette, attraverso un opportuno trattamento numerico, di esaltare i naturali colori della superficie lunare al punto da renderli chiaramente visibili.

### Pianeti

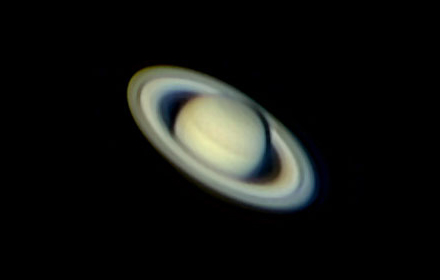
Saturno ripreso mediante webcam.

La fotografia tradizionale, ma anche quella digitale, in genere non rende a sufficienza ciò che risulta visibile all'oculare. Dovendo usare necessariamente un telescopio ad alti ingrandimenti per visualizzare la superficie del pianeta, enfatizza anche il seeing e le derive d'immagine all'interno dell'oculare. Pertanto l'unione di questi problemi determina immagini a basso contrasto e scarsa qualità.
Il migliore metodo attualmente in uso è quello della ripresa su webcam, il quale permette di riprendere lunghi filmati del pianeta. Estraendo poi i singoli fotogrammi, selezionando quelli di migliore qualità, allineandoli e mediandoli attraverso opportuni programmi, è possibile eliminare statisticamente gli errori dovuti a seeing (a patto che non sia troppo scarso...) e al rumore termico ed elettronico del sensore (dark frame).

### Sole
Il Sole è un soggetto che necessita di un filtro solare e, come per la Luna, di bassi tempi di esposizione. Sfruttando filtri come l'Hα, possono essere evidenziate strutture altrimenti invisibili. Anche la webcam è efficace con il Sole, permettendo d'ottenere immagini ravvicinate di dettagli come le macchie solari.

### Profondo cielo

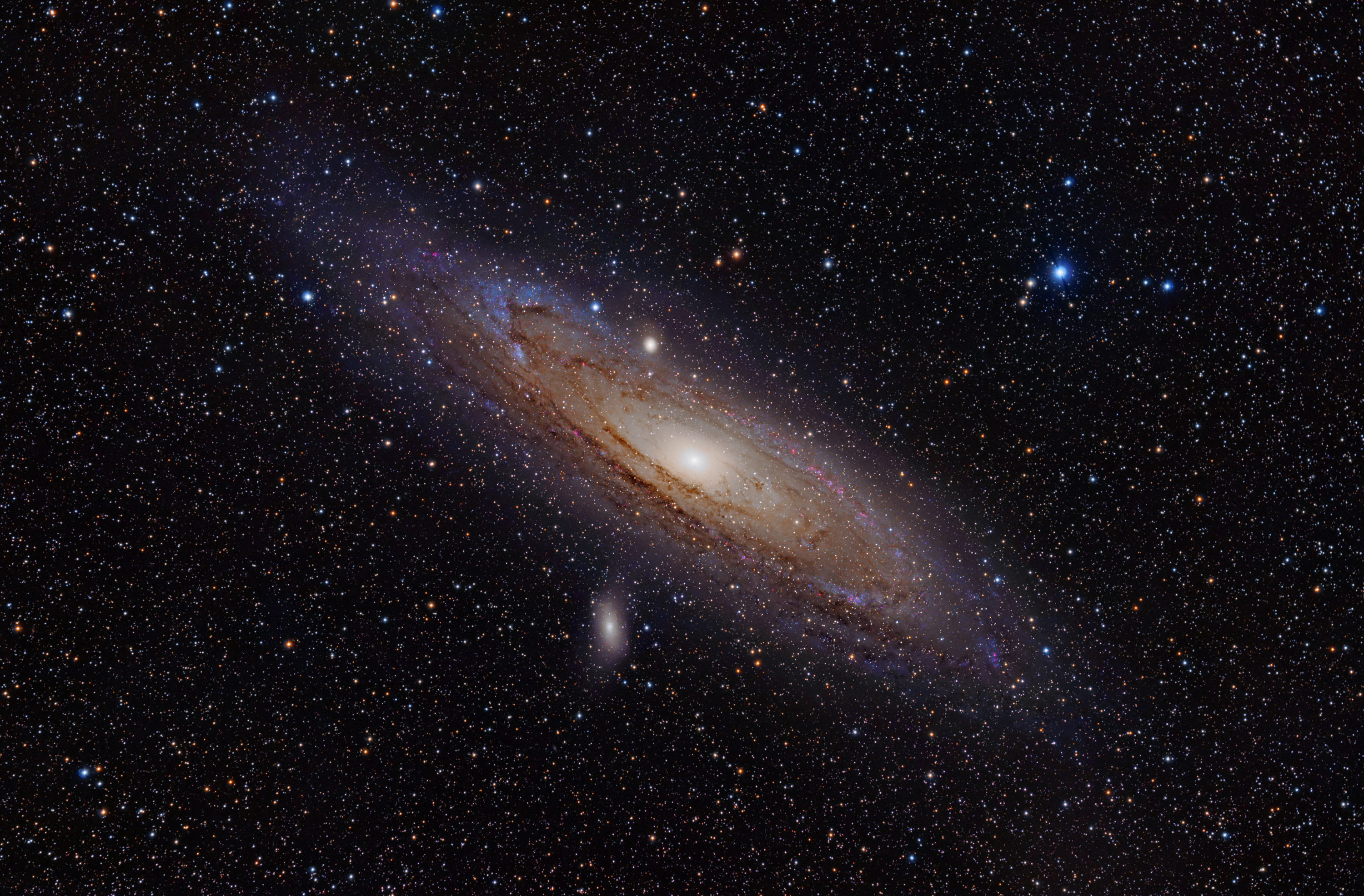
Galassia di Andromeda

L'astrofotografia del profondo cielo necessita di maggiore esperienza, oltre che di un'attrezzatura adatta. In questo caso, trattando con tempi di esposizione prolungati, è necessario mantenere una grande precisione nella compensazione della rotazione terrestre (si parla di inseguimento del telescopio) ed una giusta calibrazione dello strumento ottico. È necessario altresì, per minimizzare il rumore di fondo dello strumento di ripresa , raffreddare lo strumento con opportuni apparati, quali ventole e celle di peltier. 
Elemento essenziale è l'assenza di inquinamento luminoso che determina una diminuzione del contrasto delle immagini e uno schiarimento dello sfondo del cielo. Inoltre può essere molto utile l'impiego di opportuni filtri adatti ad enfatizzare gli oggetti, in base alla tipologia: nebulosa planetaria, nebulosa ad emissione, galassia, ammasso stellare. Queste foto possono essere eseguite con tutti gli strumenti a disposizione: Reflex analogica e digitale, webcam e soprattutto CCD.

### Comete

Foto di un'eclissi totale di Sole

La fotografia cometaria è complicata da un elemento ulteriore di difficoltà: il moto relativo della cometa. Essendo un oggetto veloce, ma soprattutto relativamente vicino alla terra, esso presenta un moto relativo rispetto alle stelle, percepibile con un tempo di esposizione prolungato. L'astro infatti risulterà mosso rispetto al fondo del cielo. Pertanto è necessario effettuare l'inseguimento e le correzioni sulla cometa, non sulle stelle.

### Eclissi
Le eclissi presentano un problema legato alla variazione di luce nel tempo: pertanto, dall'inizio del fenomeno sino alla fase di luminosità, è necessario mutare i tempi di esposizione. Inoltre, nella fase di totalità di una eclissi di Sole è opportuno togliere il filtro solare di protezione ed eseguire la foto a luce naturale.